# Шварценбах (Горњи Палатинат)
Шварценбах (њем. Schwarzenbach) град је у њемачкој савезној држави Баварска. Једно је од 38 општинских средишта округа Нојштат ан дер Валднаб. Према процјени из 2010. у граду је живјело 1.143 становника. Посједује регионалну шифру (AGS) 9374156.

## Географски и демографски подаци
Шварценбах се налази у савезној држави Баварска у округу Нојштат ан дер Валднаб. Град се налази на надморској висини од 414 метара. Површина општине износи 11,9 km². У самом граду је, према процјени из 2010. године, живјело 1.143 становника. Просјечна густина становништва износи 96 становника/km².